# ديف جونسون (فارس)
ديف جونسون (بالإنجليزية: Dave Johnson)‏ هو فارس أمريكي، ولد في 25 مايو 1941.

## وصلات خارجية
- ديف جونسون على موقع IMDb (الإنجليزية)
- ديف جونسون على موقع قاعدة بيانات الفيلم (الإنجليزية)